# Saint-Christophe-et-Niévès aux Jeux olympiques d'été de 1996
Saint-Christophe-et-Niévès a participé aux Jeux olympiques d'été de 1996 à Atlanta.

## Athlètes engagés
Engagé en athlétisme :
- Kim Collins (100 m)
- Ricardo Liddie, Bertram Haynes, Kim Collins & Maxime Isiah (4 x 100 m)
- Diane Francis  (400 m)
- Bernadeth Prentice, Bernice Morton, Elricia Francis & Valma Bass (4 x 100 m)
- Bernadeth Prentice, Diane Francis, Valma Bass, Tamara Wigley (4 x 400 m)